# Alice Fletcher
Alice Fletcher, właściwie Alice Cunningham Fletcher (ur. 15 marca 1838 w Hawanie, zm. 6 kwietnia 1923 w Waszyngtonie) – amerykańska etnograf, jedna z pierwszych badaczy dawnych kultur Indian w USA.

## Życiorys
W 1882 została asystentką-etnologiem w Peabody Museum na Uniwersytecie Harvarda. Opracowała system przydzielania Indianom pożyczek za które mogli kupować działki ziemi i domy. W 1883 mianowana agentką specjalną ds. przydziału ziemi plemionom indiańskim Omaha. W następnym roku przesłała na wystawę do Nowego Orleanu materiały ilustrujące „postęp cywilizacyjny” wśród Indian. W 1886 jako komisarz ds. wykształcenia odwiedziła Aleutów na Alasce. Badała plemiona indiańskie: Winnebago i Nez Perce. Była przewodniczącą Towarzystwa Antropologicznego w Waszyngtonie i Amerykańskiego Towarzystwa Folklorystycznego (jako pierwsza kobieta).

## Publikacje
- Indian Education and Civilization (1888)
- Indian Story and Song from North America (Opowiadania i pieśni Indian Ameryki Północnej) (1900)
- The Omaha Tribe (Plemię Omaha, współautor:Francis La Flesche) (1911)